# Micropsectra capicola
Micropsectra capicola е насекомо от разред Двукрили (Diptera), семейство Хирономидни (Chironomidae).